# Hillard Cijntje
Hillard Cijntje, né le 22 juin 1992 à Willemstad, est un coureur cycliste curacien.

## Biographie
Hillard Cijntje nait le 22 juin 1992 à Kas Kòrá, quartier de la ville de Willemstad. Il est l'un des meilleurs cyclistes de l'île de Curaçao. Il se révèle au cours de l'année 2010 en devenant double champion des Caraïbes chez les juniors, en ligne et du contre-la-montre. 
En 2011, il se rend au mois de mai à Medellín pour participer aux championnats panaméricains. Il se classe tout d'abord 28e du contre-la-montre, à près de huit minutes du vainqueur Leandro Messineo, puis abandonne lors de la course en ligne. En 2012, il récolte une médaille de bronze au championnat de la Caraïbe du contre-la-montre. La même année, il se présente au départ des championnats du monde sous les couleurs des Antilles néerlandaises, bien que ce pays n'existe plus depuis fin 2010. Dans la catégorie espoirs, il se classe 61e du contre-la-montre et abandonne lors de la course en ligne, remportée par Alexey Lutsenko. En 2013, il termine quatrième et premier coureur national de l'Amstel Curaçao Race, un critérium international. Pendant cette période, il court également aux Pays-Bas au club WV Noord-Holland.
En 2014, il devient champion de Curaçao du contre-la-montre dans sa ville natale de Willemstad. Il reprend ensuite le cyclisme en 2016, après avoir temporairement stoppé la compétition, et devient double vice-champion national. En 2017, il s'illustre en remportant de nombreuses courses disputées sur l'île de Curaçao. Il gagne également le John T. Memorial, organisé en Anguilla. Aux championnats de la Caraïbe, il se classe cinquième du contre-la-montre et huitième de la course en ligne.

## Palmarès
- 2010
  -  Champion de la Caraïbe sur route juniors
  -  Champion de la Caraïbe du contre-la-montre juniors
  -  Champion des Antilles néerlandaises du contre-la-montre juniors
  - 2e du championnat des Antilles néerlandaises sur route juniors
- 2012
  -  Médaillé de bronze du championnat de la Caraïbe du contre-la-montre
- 2014
  -  Champion de Curaçao du contre-la-montre
- 2016
  - 2e du championnat de Curaçao du contre-la-montre
  - 2e du championnat de Curaçao sur route